# Tourbières de Dar Fatma
Les tourbières de Dar Fatma (arabe : مستنقعات دار فاطمة) sont un site naturel situé à 780 m d'altitude, dans le gouvernorat de Jendouba au nord-ouest de la Tunisie, et couvrant une superficie de quinze hectares.
Il est classé réserve naturelle en 1993 et site Ramsar le 7 novembre 2007.
L'objectif de la création du site protégé est de préserver le biotope de la flore très particulière. De plus, la tourbe, en conservant des pollens et spores piégés et fossilisés, apporte des informations scientifiques uniques sur la dynamique et le fonctionnement des écosystèmes qui se sont succédé depuis près de 33 000 ans. La tourbière de Dar Fatma n'a pas d'équivalent connu ailleurs en Afrique du Nord et constitue une « boîte d'archive climatique et paléobotanique ».
La légende locale attribue le nom de Dar Fatma (maison de Fatma en arabe) au souvenir d'une jeune mariée romaine noyée ou embourbée dans la zone humide. L'origine du nom témoigne de la reconnaissance profonde et ancienne du caractère humide des lieux.

## Tourbières

### Environnement
Cinq tourbières constituent le principal site de Dar Fatma. Le site est entouré de forêts, mais les tourbières elles-mêmes sont situées dans une clairière humide, localisée dans le bassin versant de l'oued Mouzoued Louize. De taille limitée, le diamètre de chaque tourbière est compris entre deux et huit mètres et leur profondeur ne dépasse pas les dix mètres.
Le site principal, entouré d'une clôture, est classé réserve naturelle. Une deuxième clairière en aval, moins bien conservée, contient deux autres tourbières. Cette deuxième clairière n'est pas incluse dans la réserve, mais fait partie du site Ramsar.
L'eau du site au fond des tourbières est à pH neutre avec une tendance à l'acidité. Le site n'est submergé d'eau qu'en hiver pendant les fortes pluies. La pluviosité hivernale est forte (de l'ordre de 1 500 mm par an, ce qui en fait la région la plus arrosée de la Tunisie) et les étés sont secs mais tempérés (température annuelle moyenne de 18°C).
Le site de Dar Fatma a fait l'objet d'études palynologiques très détaillées : des sondages profonds jusqu'à dix mètres ont permis de remonter jusqu'à environ 33 000 ans et d'étudier l'évolution de la végétation de la Kroumirie depuis cette époque. C'est la seule tourbière méditerranéenne et en Afrique du Nord étudiée avec de tels détails et qui a fourni des résultats sur une période ininterrompue aussi longue,.

### Flore spécifique
Les tourbières abritent des graminées et une série de plantes aquatiques qui n'existent pratiquement nulle part ailleurs en Tunisie, et notamment les sphaignes : Sphagnum subsecundum (en) (aussi appelé Sphagnum auriculatum) et Sphagnum plumulosum (vi) (ou S. subnitens) très localisées, qui vivent en association avec d'autres plantes aquatiques telles que Eleocharis multicaulis, Bellis annua, Montia fontana, Hypericum afrus, Anagallis crassipes, l'asphodèle ramifié (Asphodelus microcarpus ou ramosus) et Isoetes histrix.
Très anciennement, le site a été couvert d'eau et entouré d'une forêt de chênes zéens mêlés, en altitude, à des cèdres et des sapins. Le climat était plus froid et plus humide. De nos jours, le chêne-liège a supplanté peu à peu le chêne zéen. L'Alnus glutinosa, le Salix pedicellata et le frêne élevé (Fraxinus excelsior) ont disparu à cause de l'assèchement progressif du site. Des bruyères et de grandes fougères sont venues s'installer tout autour,.

## Forêt et faune avoisinante

### Flore
Les alentours des tourbières sont une forêt dégradée de chênes-liège (Quercus suber) où le chênes zéens vient l'enrichir par endroit et par pieds isolés, témoignant du rôle dominant que ce dernier a joué par le passé dans la végétation régionale. En effet, l'extension actuelle du chêne-liège, aux dépens du chêne zéen, est favorisée par l'action anthropozoogène.
L'étage du sous-bois est occupé par les myrtes, les bruyères, les genêts et les arbousiers. La région est connue pour la présence de champignons (girolles et Boletus edulis) et d'orchidées (limodore à feuilles avortées voir le rare Serapia stenopetala).

### Mammifères
La forêt de Kroumirie a abrité les derniers grands fauves de Tunisie : le dernier lion de l'Atlas est tué à Babouch en 1891, la dernière panthère en 1925 et les derniers léopards ont disparu de la région de Kroumirie au le début du XXe siècle ; le serval semble lui aussi avoir disparu depuis les années 1930.
Le cerf de Barbarie (Cervus elaphus barbarus) est présent dans la forêt ainsi que le sanglier (Sus scrofa) et le renard roux (Vulpes vulpes). Plus rarement on y rencontre aussi le chacal, la mangouste ichneumon, le lièvre et le chat sauvage.

### Oiseaux
Pour les oiseaux, la forêt de Kroumirie environnante abrite de nombreuses espèces nicheuses paléarctiques, qui trouvent ici à la limite méridionale de leur aire de répartition.
Trois espèces de pics sont présentes, dont le pic de Levaillant (Picus vaillantii), une espèce endémique à l'Afrique du Nord. L'alouette lulu est présente, ainsi qu'une sous-espèce endémique de rouge-gorge, l'Erithacus rubecula witherbyi. La forêt abrite aussi la grive draine (Turdus viscivorus), l'hypolaïs polyglotte (Hippolais polyglotta observée à Dar Fatma en période de nidification, sans doute à la limite orientale de son aire de répartition nord-africaine), le gobemouche de l'Atlas (Ficedula speculigera, une autre espèce endémique), et aussi la mésange noire (Parus ater) et le geai des chênes (Garrulus glandarius) qui est une sous-espèce endémique.
En fin d'année, plusieurs espèces hivernantes arrivent, comme la bécasse des bois (Scolopax rusticola) et le pigeon ramier (Columba palumbus).